# Tour of Mediterrennean
Le Tour of Mediterrennean est une course cycliste masculine par étapes qui se déroule le long de la côté méditerranéenne en Turquie. Elle fait partie du calendrier de l'UCI Europe Tour en catégorie 2.2. 
La première édition a lieu en 2018 et est remportée par le coureur turc Onur Balkan.

## Palmarès
| Année | Vainqueur   | Deuxième      | Troisième      |
| ----- | ----------- | ------------- | -------------- |
| 2018  | Onur Balkan | Batuhan Özgür | Timur Malieiev |